# Fundació Konrad Adenauer
La Konrad-Adenauer-Stiftung i.V. (Fundació Konrad Adenauer, KAS) és una fundació política creada el 1955 per la Unió Demòcrata Cristiana d'Alemanya per fomentar a nivell mundial els ideals democristians i socialcristians. Té la seu central a Sankt Augustin, prop de Bonn, tot i que disposa de 78 oficines i és present a més de 100 països. És membre del Centre for European Studies, el think tank oficial del European People's Party (EPP).
Successora de la Societat de Formació Política Demòcrata Cristiana, fundada el 1956, des de 1964 adquireix el nom del primer Canceller Federal d'Alemanya Konrad Adenauer.
El 2017 va fer un informe per reclamar una solució política per a Catalunya.

## Activitats
La KAS ofereix formació política, elabora bases científiques per a l'acció política, atorga beques, investiga la història de la democràcia cristiana, recolza el moviment d'unificació europea, promou l'enteniment internacional, i fomenta la cooperació en la política del desenvolupament.

## Finances
La fundació és finançada en gran part per fons estatals i dels lands alemanys. El seu pressupost el 2009 fou de 120 milions d'euros, on més d'un 95% provenia de fons públics.

## Presidents
- 1955–1958: Bruno Heck
- 1958–1964: Arnold Bergstraesser
- 1964–1968: Alfred Müller-Armack i Franz Thedieck
- 1968–1989: Bruno Heck
- 1989–1995: Bernhard Vogel
- 1995–2001: Günter Rinsche
- 2001–2009: Bernhard Vogel
- des de 2010: Hans-Gert Pöttering[7]

## Premis
La Fundació organitzar un premi per a joves estudiants, nomenat en honor del polític del CDU Bruno Heck, així com un premi literari i un altre de periodisme.